# Géza Henni
Géza Henni (Kiskunhalas, 6 novembre 1926 – Sarasota, 7 aprile 2014) è stato un allenatore di calcio e calciatore ungherese, di ruolo portiere.

## Carriera

### Calciatore

#### Club
Ha giocato nel campionato ungherese ed in quello statunitense.
Fuggì in maniera rocambolesca dall'Ungheria, insieme al fratello minore Miklós, in seguito alla Rivoluzione ungherese del 1956, trasferendosi negli Stati Uniti, dove continuò a giocare a calcio nel New York Hungaria, club fondato dalla comunità degli emigrati magiari.

#### Nazionale
Ha collezionato 16 presenze con la maglia della Nazionale.

### Allenatore
Lasciata l'Ungheria per trasferirsi negli Stati Uniti d'America, giocherà e allenerà il New York Hungaria, con cui si aggiudicò la National Challenge Cup nel 1962, giocando anche la finale.
Guidò l'Hungaria anche nella CONCACAF Champions' Cup 1963, e la sua squadra fu la prima società statunitense ad ottenere un successo in terra messicana, battendo per 3-2 l'Oro. Con i newyorkesi sarà estromesso dal torneo al turno successivo, eliminato dal Guadalajara.
Tra il 1965 e 1967 è nello staff della nazionale di calcio degli Stati Uniti d'America.
Henni ha allenato nel 1968 gli statunitensi del Houston Stars. Con gli Stars ottenne il secondo posto della Gulf Division della NASL 1968, non riuscendo ad accedere alla fase finale del torneo.
Terminata l'esperienza con gli Stars, guida dal 1969 al 1989 la selezione calcistica dell'università del Rhode Island.

## Palmarès

### Giocatore

#### Club
- Campionato ungherese: 1

Ferencvaros: 1948-1949

#### Nazionale
- Oro olimpico: 1

Helsinki 1952

### Allenatore
- National Challenge Cup: 1

New York Hungaria: 1962